# 阿爾斯登聖西西里皇家管樂團
阿爾斯登聖西西里皇家管樂團（英文：Royal Harmonie Sainte Cécile Eijsden，荷蘭文：Royal Harmonie Sainte Cécile Eijsden），是荷蘭阿爾斯登（Eijsden）一隊管樂團。
阿爾斯登聖西西里皇家管樂團由亞瑟·倫健（Arthur Renkin）在30年代擔任指揮，直到他1946年去世。
在1996，樂團參加了久負盛名的西班牙瓦倫西亞市國際管樂比賽（The International Wind Band Contest - City of Valencia）。
在1997和2001，樂團在演奏管樂團組別參加世界音樂大賽（凱爾克拉德）（WMC）在音樂會管樂團組別（Concert Band Division）獲得第二名。 2009，由指揮傑恩·高白（Jan Cober）帶領的阿爾斯登聖西西里皇家管樂團在世界音樂大賽（凱爾克拉德）（WMC）音樂會管樂團組別（Concert Band Division）獲得一等奬。

## 外部連結
- 阿爾斯登聖西西里皇家管樂團官方網頁 （页面存档备份，存于）
- Da Capo 2000 （页面存档备份，存于）